# Hiceteria heptatoma
Hiceteria heptatoma är en fjärilsart som beskrevs av Diakonoff 1953. Hiceteria heptatoma ingår i släktet Hiceteria och familjen vecklare. Inga underarter finns listade i Catalogue of Life.